# American Renaissance (Kunst)

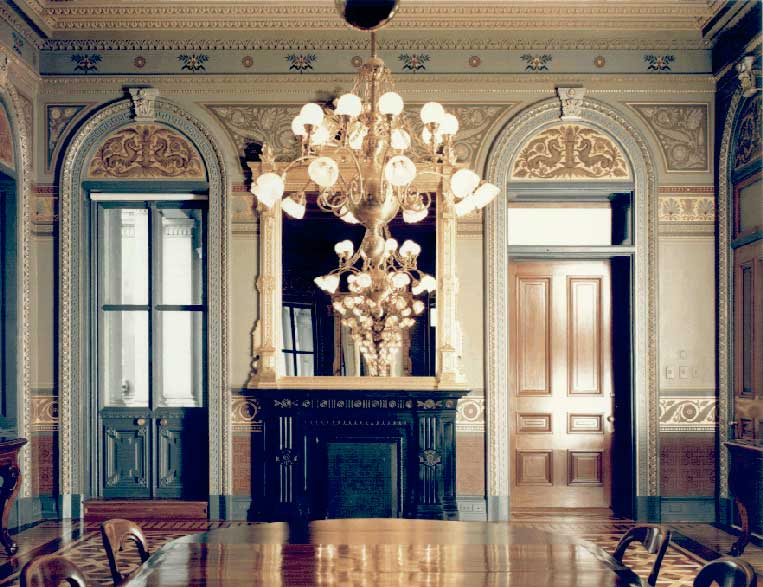
Amerikanische Renaissance Dekormalerei: Vergoldete Ornamente auf olivgrünem Grund im Office of the Secretary of the Navy im Eisenhower Executive Office Building, 1879 (jetzt das Empfangszimmer des Vizepräsidenten)

In der Geschichte der amerikanischen Architektur und Kunst wird die Periode zwischen etwa 1876 und 1917 als American Renaissance bezeichnet. Sie ist vorwiegend charakterisiert durch ein erneuertes nationales Selbstbewusstsein und das Gefühl, dass die USA die Erben der Griechischen Demokratie, des Römischen Rechts sowie des Renaissance-Humanismus waren.

## Hintergrund
Die zu dieser Zeit vorherrschende Beschäftigung der US-amerikanischen Bevölkerung mit ihrer nationalen Identität und mit Nationalismus wurde sowohl durch die Moderne und Technik als auch durch akademischen Klassizismus ausgedrückt. Die Menschen waren überzeugt von neuen Technologien, wie zum Beispiel der Kabelkonstruktion der Brooklyn Bridge in New York. Kulturell spiegelte sich diese Epoche vorwiegend in Prairie Houses und der Beaux-Arts-Architektur und -Kunst wider, ebenso in der City Beautiful Bewegung und in der „Errichtung des Amerikanischen Imperiums“. Die Amerikaner fühlten, dass ihre Zivilisation sehr modern und zugleich erwachsen geworden war. Politisch und ökonomisch fällt diese Ära mit dem Gilded Age und dem Neoimperialismus zusammen.
Die in diese Epoche fallende World’s Columbian Exposition in Chicago im Jahr 1893 wirkte beeindruckend auf Henry Brooks Adams, der überzeugt war, dass die Leute in Zukunft auch dann noch über Richard Morris Hunt, Henry Hobson Richardson, John La Farge, Augustus Saint-Gaudens, Daniel Burnham, Charles Follen McKim und Stanford White reden würden, wenn die zeitgenössischen Politiker und Millionäre fast vergessen sind.
Im Dom des Lesesaals der neuen Library of Congress sind Wandgemälde von Edwin Blashfield zu sehen, die sich mit dem Thema Fortschritt der Zivilisation beschäftigen.
Die 1979 im Brooklyn Museum gezeigte Ausstellung American Renaissance: 1876–1917 fachte das allgemeine Interesse in diese Bewegung erneut an.